# Wreck-It Ralph
Wreck-It Ralph (conocida en Hispanoamérica como Ralph, el Demoledor y en España como ¡Rompe Ralph!) es una película animada de comedia estadounidense producida por Walt Disney Animation Studios y estrenada por Walt Disney Pictures. Está dirigida por Rich Moore e producida por Clark Spencer, a partir de un guion escrito por Phil Johnston y Jennifer Lee. John Lasseter se desempeñó como productor ejecutivo. Cuenta con las voces de John C. Reilly, Sarah Silverman, Jack McBrayer y Jane Lynch. Narra la historia de Ralph, un villano de los juegos arcade que se rebela contra su papel de «malo» y sueña con convertirse en héroe.
El concepto se originó a finales de la década de 1980 con el título provisional «High Score» y evolucionó a través de varias iteraciones. Moore buscó capturar un mundo de videojuego auténtico incluyendo personajes reales como Bowser, Clyde y el Doctor Eggman, a la vez que se centraba en la creación de nuevos protagonistas. Para la animación, Disney introdujo nuevas funciones de reflectancia y un sistema de cámara virtual en tiempo real. El equipo investigó las fábricas de caramelos y la fotografía de alimentos para inspirar el diseño del mundo de Sugar Rush. Henry Jackman compuso la partitura, y la banda sonora incluyó canciones de Owl City, AKB48 y Skrillex, entre otros.
Wreck-It Ralph se estrenó en El Capitan Theatre de Los Ángeles el 29 de octubre de 2012, y de forma oficial el 2 de noviembre. Fue un éxito comercial y de crítica, recaudó 496 millones de dólares en todo el mundo con un presupuesto de 165 millones y ganó el premio Annie a la mejor película de animación, además de recibir nominaciones al Globo de Oro y al Óscar al mejor filme de animación. Una secuela, titulada Ralph Breaks the Internet, se lanzó el 21 de noviembre de 2018.

## Argumento
Al cerrar el salón recreativo Litwak durante la noche, los personajes de sus distintos videojuegos abandonan sus roles para socializar mediante una regleta de enchufes llamada Game Central Station. Ralph, el villano del juego de plataformas Fix-it Felix, Jr., está frustrado con el papel que le han asignado. Después de ser excluido en la fiesta del trigésimo aniversario de su título, decide conseguir una medalla, convencido de que eso le hará ganarse el respeto. Al enterarse de que el videojuego de disparos en primera persona Hero's Duty otorga insignias, se cuela y obtiene una tras superar a unos monstruos insectoides conocidos como Cy-Bugs.
Ralph se lanza accidentalmente en una nave de escape con un Cy-Bug dentro y se estrella en una de las pistas de Sugar Rush, que posee una temática de carreras de Karts en escenarios de confitería. Debido a su ausencia, Fix-it Felix, Jr. corre el riesgo de ser desconectado por lo que el héroe, Félix, decide buscarlo junto con Calhoun, la heroína de Hero's Duty. Calhoun rastrea al insecto, ya que se comportan como un virus fuera de su juego. Félix teme que Ralph corra la misma suerte que Turbo, el protagonista del título de carreras Turbo Time; que envidió el éxito de la nueva máquina RoadBlasters y la invadió, lo que provocó que ambos fueran desconectados.
En Sugar Rush, la piloto Vanellope von Schweetz roba la medalla de Ralph y la utiliza para comprar su entrada en la carrera nocturna que determinará qué personajes serán jugables al día siguiente. King Candy, el gobernante del mundo, le prohíbe competir, ya que es una falla que se teletransporta de forma errática. Vanellope promete devolver la insignia si Ralph la ayuda a ganar; él coopera a construir un nuevo kart y le enseña a conducir dentro de la Montaña Diet Cola. Mientras tanto, Calhoun y Félix llegan a Sugar Rush, donde caen en las «arenas Nesquik», trabajan juntos para escapar y comienzan a enamorarse.
King Candy hackea el código fuente  y recupera la medalla, devolviéndosela a Ralph. Afirma que si Vanellope se convierte en un personaje jugable, su falla provocarán que Sugar Rush sea declarado fuera de servicio y desconectado, y ella incapaz de salir debido a su glitch, morirá. Ralph decide que no puede permitir que compita y destruye su kart. Mientras tanto, Calhoun abandona a Félix cuando él le recuerda involuntariamente a su difunto prometido, que fue devorado por un Cy-Bug. Félix es encarcelado por el ayudante de King Candy, Sour Bill, mientras Calhoun descubre que el bicho se ha multiplicado exponencialmente.
Al regresar a Fix-it Felix, Jr., que ha sido evacuado, Ralph ve una foto de Vanellope en el gabinete de Sugar Rush. Regresa e interroga a Sour Bill, quien le revela que King Candy dañó su código. Las modificaciones que hizo también han asegurado que nadie más que él conozca su verdadero papel. Sin embargo, si Vanellope completa una carrera, el juego se reiniciará, borrando todos los cambios. Ralph la libera y a Félix de la prisión, éste repara el kart. Vanellope entra tarde en la carrera, pero los Cy-Bugs aparecen y comienzan a destruir el videojuego. Calhoun, Félix y Ralph ayudan a evacuar a los personajes.
Sin darse cuenta de los insectos, King Candy intenta sacar a Vanellope de la pista, lo que hace que ambos sufran una falla. Esto lo desenmascara como Turbo, quien secretamente se hizo con el control de Sugar Rush tras sobrevivir al desenchufado de TurboTime. Ella huye mientras King Candy es devorado por un Cy-Bug, que se fusiona con él para convertirse en un monstruo insectoide que lucha contra Ralph. Como los defectos no pueden salir de sus juegos, Vanellope no puede evacuar. Recordando de Hero's Duty que una baliza atraerá y destruirá a los Cy-Bugs, Ralph derrumba el techo de Mentos de la Montaña Diet Cola, y crea una erupción brillante que atrae y destruye a Turbo y a los bichos. Vanellope lo rescata y cruza la línea de meta. El videojuego se reinicia, y se revela como la verdadera gobernante, aunque ella conserva su habilidad de falla, al considéralo una ventaja. Ralph vuelve a su título, contento con su papel de malo y finalmente respetado por sus compañeros. Félix y Calhoun se casan, y Ralph ve cómo Vanellope se convierte en el personaje favorito de Sugar Rush.

## Reparto

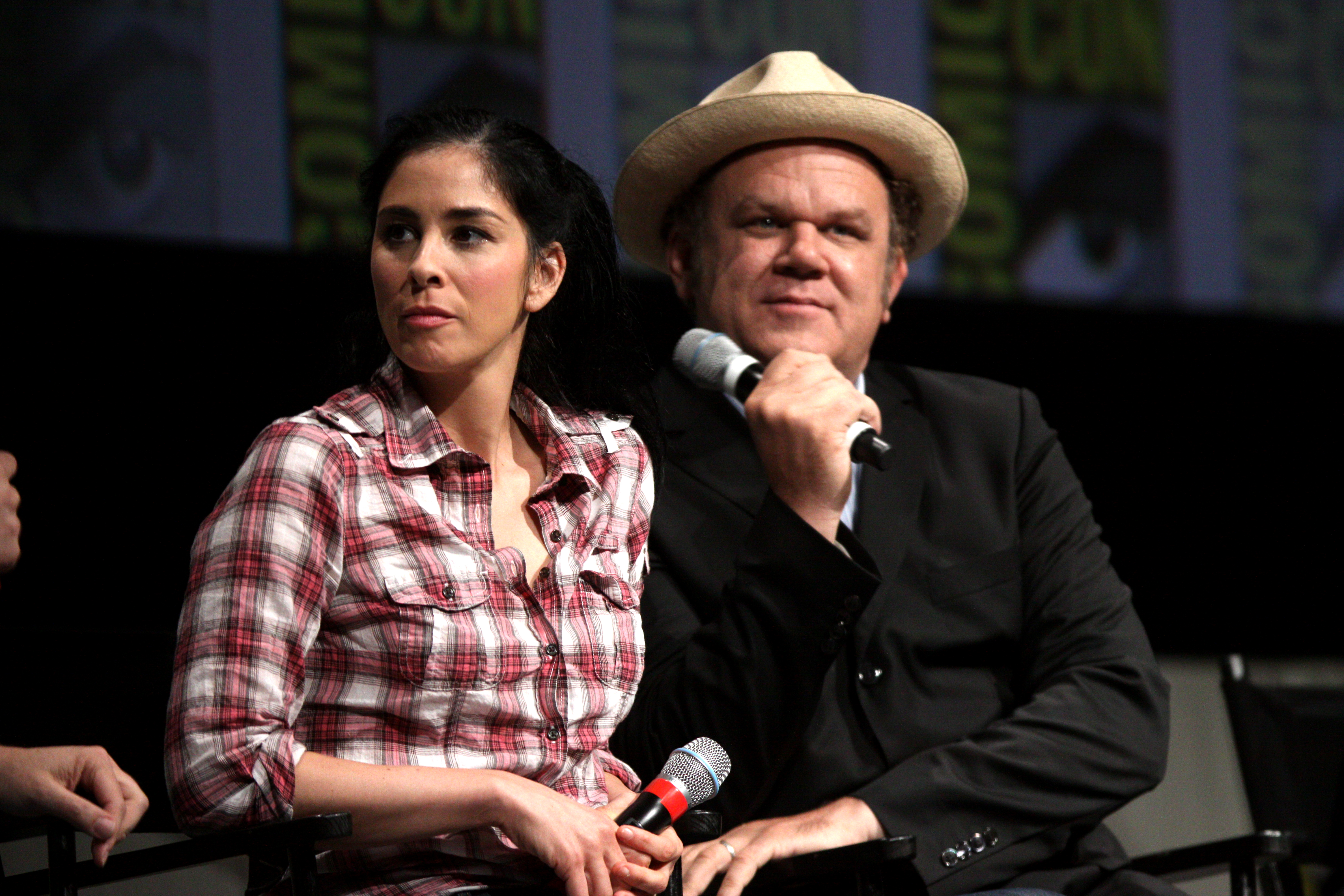
Sarah Silverman y John C. Reilly promocionando Wreck-It Ralph en la Comic-Con de San Diego de 2012.

- John C. Reilly como Ralph: un hombre gigantesco pero de corazón blando que es el villano del juego ficticio Fix-It Felix Jr.[6]
- Sarah Silverman como Vanellope von Schweetz: una corredora/falla en Sugar Rush.[6]
- Jack McBrayer como Félix: un reparador que es el héroe de Fix-It Felix Jr.[6][7]
- Jane Lynch como la sargento Tamora Jean Calhoun: protagonista de Hero's Duty.[6]
- Alan Tudyk como King Candy: el competitivo y testarudo gobernante de Sugar Rush. Más tarde se revela que es Turbo, un infame corredor de TurboTime que invadió y estrelló Roadblasters por celos. Su estilo vocal está basado en el del cómico Ed Wynn, y su aspecto físico en el del Sombrerero Loco de Alicia en el país de las maravillas.[8]
- Mindy Kaling como Taffyta Muttonfudge: una corredora en Sugar Rush que cree que Vanellope es una amenaza.[9]
- Joe Lo Truglio como Markowski: un soldado de Hero's Duty que Ralph conoce en Tapper.[3]
- Ed O'Neill como el Sr. Stan Litwak: propietario de Litwak's Family Fun Center & Arcade.[9]
- Dennis Haysbert como General Hologram: un general holográfico en Hero's Duty.[9]
- Adam Carolla como Wynnchel: un Long John que es miembro del departamento de policía de Sugar Rush.[9]
- Horatio Sanz como Duncan: un donut miembro del departamento de policía de Sugar Rush.[9]
- Rich Moore como Sour Bill: una bola ácida y ayudante de King Candy.[10][11]

El reparto también incluye a los Nicelanders de Fix-It Felix Jr., Edie McClurg como Mary, Raymond S. Persi como Mayor Gene, Jess Harnell como Don, Rachael Harris como Deanna, e Skylar Astin como Roy; Katie Lowes como Candlehead, Jamie Elman como Rancis Fluggerbutter, Josie Trinidad como Jubileena Bing-Bing y Cymbre Walk como Crumbelina DiCaramello, corredores en Sugar Rush; Phil Johnston como Surge Protector, seguridad de Game Central Station; Stefanie Scott como Moppet Girl, una joven jugadora de títulos arcade; John DiMaggio como Beard Papa, el guardia de seguridad de la fábrica de caramelos; Raymond Persi como Zombie, Brian Kesinger como Cyborg —basado en Kano de Mortal Kombat—; Martin Jarvis como Saitine, un villano con aspecto de demonio, que asiste al grupo de apoyo Bad-Anon; Tucker Gilmore como el locutor de Sugar Rush; Brandon Scott como Kohut, un soldado en Hero's Duty; y Tim Mertens como el Dr. Brad Scott, científico e sargento. El prometido de Calhoun en Hero's Duty —con la voz de Nick Grimshaw en el lanzamiento del Reino Unido—.
La película cuenta con varios cameos de personajes de videojuegos del mundo real, entre ellos: Root Beer Tapper (Maurice LaMarche), el camarero de Tapper; Sonic the Hedgehog (Roger Craig Smith); Ryu (Kyle Hebert), Ken Masters (Reuben Langdon), M. Bison (Gerald C. Rivers) y Zangief (Rich Moore) de Street Fighter II; Clyde (Kevin Deters) de Pac-Man; y Yuni Verse (Jamie Sparer Roberts) de Dance Dance Revolution (concretamente X2). Un personaje inspirado en el músico de dubstep Skrillex aparece en el ficticio Fix-It Felix, Jr. como DJ en la fiesta de aniversario del juego.

### Doblaje al español
Para la distribución en el mercado de habla hispana, se hicieron dos doblajes: uno para los países de América y otro para España. Los del primer grupo, contaron con una versión elaborada por los estudios Taller Acústico. Con Mario Castañeda como director del proceso, los actores en cargados de poner las voces fueron Mario Filio como Ralph, María Antonieta de las Nieves como Vanellope von Schweetz, Moisés Iván Mora como Félix, Rebeca Patiño como Calhoun, Roberto Carrillo como King Candy, Erika Ugalde como Taffyta Muttonfudge, César Filio como Markowski, Paco Mauri como el Sr. Stan Litwak, Gerardo Reyero como General Holograma, Juan Antonio Edwards como Wynnchel, Carlos del Campo como Duncan y Óscar Bonfiglio como Sour Bill.
Por su parte, la versión ibérica fue llevada a cabo en el estudio Soundub, radicado en Barcelona, bajo la dirección de Lorenzo Bateta. El elenco principal de voces quedó conformado por Salvador Aldeguer como Ralph, Sandra Jara como Vanellope von Schweetz, Alejandro Méndez como Félix, Esther Solans como Calhoun, Víctor Agramunt como King Candy, Pilar Martín como Taffyta Muttonfudge, Iñaki Crespo como Markowski, Julio Sanchidrián como el Sr. Stan Litwak, Héctor Garay como General Holograma, Francisco Javier Martínez como Wynnchel, Roberto González como Duncan y David García Vázquez como Sour Bill.

## Cameos y referencias de videojuegos
Además de los papeles hablados, Wreck-It Ralph contiene otras referencias a videojuegos, incluidos personajes y gags visuales. Entre los villanos de la reunión de apoyo, se encuentra Bowser de la franquicia de Mario, Doctor Eggman de Sonic the Hedgehog, y Neff de Altered Beast. Asimismo, el gabinete de la recreativa ficticia Fix It Felix, Jr. está diseñada para parecerse mucho a la de Donkey Kong de Nintendo de 1981, con Ralph y Félix adoptan poses similares a las de Donkey Kong y Mario, respectivamente. El título Hero's Duty es una alusión a los exitosos videojuegos de disparos en primera persona Halo y Call of Duty. Los personajes de Q*bert aparecen como «sin hogar» y más tarde son acogidos por Ralph y Félix en su juego —Q*bert también habla con este último en un momento dado al utilizar el característico galimatías sintetizado y los símbolos de globos de diálogo—. Las escenas en Game Central Station y el bar de Tapper incluyen a Chun-Li, Cammy, Blanka de Street Fighter, Pac-Man, Blinky, Pinky e Inky del título homónimo, Paperboy del mismo juego, las dos palas y la pelota de Pong, Dig Dug, un Pooka y un Fygar del videojuego homónimo, The Qix de la entrega homónima, Frogger del mismo título y Peter Pepper de Burgertime. También se menciona a Lara Croft y Mario, pero no aparecen.
Las referencias adicionales se basan en gags visuales. Los habitantes de Niceland y el camarero de Tapper están realizados con un movimiento entrecortado que imita los limitados ciclos de animación de los sprites de muchos juegos arcade de 8 y 16 bits. King Candy utiliza el código Konami en un mando de NES para acceder a la programación de Sugar Rush. Por toda la Game Central Station hay grafitis que incluyen «Aerith vive» —en mención al personaje de Aerith Gainsborough de Final Fantasy VII—, «All your base are belong to us» —una frase en engrish popularizada por el título Zero Wing—, «Sheng Long Was Here» —en referencia a una broma del Día de los Inocentes sobre un personaje inventado llamado Sheng Long de Street Fighter— y «Jenkins» —un guiño al popular meme de Leeroy Jenkins en World of Warcraft—. También hay una alusión a la serie Metal Gear cuando Ralph busca una medalla en el departamento de objetos perdidos de Tapper y encuentra primero una Super champiñón de la franquicia Mario, y luego el «signo de exclamación» de Metal Gear Solid —con el efecto de sonido correspondiente—. El Sr. Litwak lleva una camiseta de árbitro a rayas blancas y negras, un guiño al atuendo del fundador de Twin Galaxies, Walter Day. Una de las canciones de los créditos es una obra original de Buckner y García, famosos por componer músicas con temática de videojuegos en la década de 1980. El logotipo inicial de Walt Disney Animation Studios está animado con un estilo pixelado de 8 bits, mientras que el de cierre de Walt Disney Pictures aparece en un estado defectuoso, en referencia a la pantalla de muerte de muchos de los primeros títulos arcade, como Pac-Man. La puntuación más alta en la pantalla principal de Fix-It Felix, Jr., 120501, hace alusión a la fecha de nacimiento de Walt Disney, el 5 de diciembre de 1901.

## Producción

### Concepto e historia
El concepto de Wreck-It Ralph se desarrolló por primera vez en los estudios Disney a finales de la década de 1980, bajo el título provisional «High Score». Desde entonces, se ha reelaborado y reconsiderado varias veces: a finales de la década de 1990, adoptó el nombre «Joe Jump» y, a mediados de los 2000, como «Reboot Ralph».

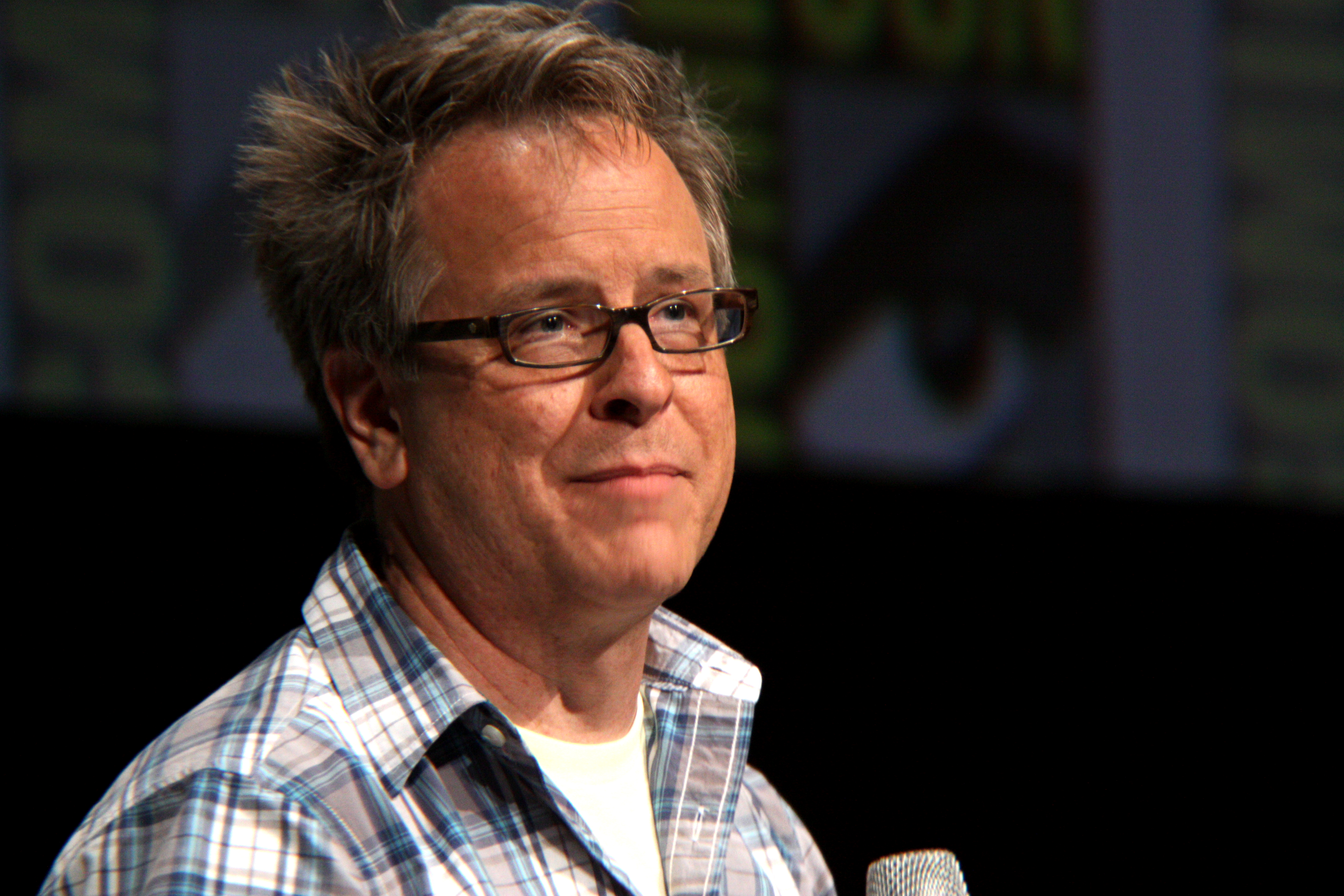
El director Rich Moore en la Comic-Con Internacional de San Diego 2012

John Lasseter, director y productor ejecutivo de Walt Disney Animation Studios, describe a Ralph como «un villano de videojuego de 8 bits que recorre todos los salones recreativos para demostrar que es un buen tipo». De manera similar a ¿Quién engañó a Roger Rabbit? y las cintas de Toy Story, Wreck-It Ralph contó con cameos de varios personajes de títulos con licencia. Por ejemplo, una escena muestra al protagonista asistir a un grupo de apoyo para los diversos villanos de las recreativas, como Clyde de Pac-Man, Doctor Eggman de Sonic the Hedgehog y Bowser de Super Mario Bros. Rich Moore, el director, había decidido que para que una película sobre el mundo de los videojuegos resultara auténtica, «tenía que contar con personajes de entregas reales». Moore pretendía añadirlos de forma similar a las referencias culturales de los cortos de Looney Tunes, pero consideró «mantener el equilibrio adecuado para que una parte del público no se sintiera ignorada o menospreciada». Sin embargo, evitó crearla en torno a ya existentes, ya que consideraba que «hay tanta mitología y bagaje asociado a los juegos preexistentes que creo que alguien se sentiría decepcionado», y consideró que esta es una de las razones por las que las películas basadas en franquicias de videojuegos suelen fracasar. En cambio, para Ralph, el desarrollo de nuevos protagonistas representativos de 8 bits era «casi como nieve virgen», lo que les dio libertad para llevar a estos por nuevos caminos.
Antes de la producción, los personajes existentes se añadieron a la historia, ya fuera en lugares en los que tenía sentido que aparecieran o como cameos de una lista de sugeridos por el equipo creativo, sin tener en cuenta si legalmente se podrían utilizarlos. A continuación, la empresa solicitó los permisos de los titulares de los derechos de autor para usarlos y colaboró con ellos para garantizar que se representaran de forma auténtica. En el caso de Nintendo, los guionistas habían imaginado desde el principio que Bad-anon se reuniría con Bowser como protagonista de la escena. Según Moore, se mostraron muy favorable a esta idea y, en palabras del propio director, afirmó: «Si hay un grupo dedicado a ayudar a los personajes malvados de los videojuegos, ¡Bowser debe formar parte de él!». La compañía nos dijo que su taza de té se tenía que sujetar de cierta manera. Nintendo también pidió a los productores que intentaran idear un acto que fuera igualmente apropiada para la inclusión de Mario. A pesar de saber que podrían utilizarlo, no encontraron una escena adecuada que permitiera ser un personaje significativo sin restar protagonismo a la historia, por lo que optaron por no incorporarlo. Moore desmintió el rumor que Mario y su hermano Luigi no habían sido añadidos debido a que Nintendo exigía unos derechos de licencia demasiado elevados, y afirmó que surgió a raíz de una broma que John C. Reilly hizo en la Comic-Con. El Dr. Wily de Mega Man iba a aparecer, pero fue eliminado de la versión final. En total, hay unos 188 modelos de personajes individuales como resultado de estas inclusiones de cameos.
En un borrador anterior del guion, Ralph y Vanellope pasaban tiempo en recorrer el mundo para recoger las piezas del kart de Sugar Rush, y en ocasiones Felix viajaba con ellos. Durante estas secuencias, Ralph habría mentido a su compañero sobre su incipiente relación con Calhoun, lo que acabaría de provocar que Ralph se deprimiera y abandonara su misión de recuperar la medalla. En este punto, se habría introducido un cuarto, Extreme Easy Living 2, que se consideraba un «lugar hedonista» entre la naturaleza social de Los Sims y los aspectos de mundo abierto sin objetivos de Grand Theft Auto, según Moore. También iría allí, sumido en su depresión, y encontraría la felicidad al conseguir botones de «Me gusta» por realizar acciones aceptables en el ambiente festivo del lugar. Afirmó que, aunque era difícil plantearse descartar este nuevo mundo, consideraron que su introducción en la segunda mitad de la película sería un concepto demasiado difícil de entender para el espectador. Además, les costó mucho imaginar cómo un juego social podría encajar en un salón recreativo, y aunque consideraron la posibilidad de que se ejecutara en el portátil de Litwak, finalmente decidieron que justificar el concepto sería demasiado complicado. En la edición doméstica del filme se incluyeron bocetos lineales y lecturas en voz en off de la escena.

### Animación, diseños y trabajo de cámara
La película introdujo las nuevas funciones de distribución de reflectancia bidireccional de Disney, con reflejos más realistas en las superficies, y el nuevo sistema de cinematografía virtual Camera Capture, que permite recorrer las escenas en tiempo real. Para investigar el segmento de Sugar Rush, el grupo de desarrollo visual viajó a la feria comercial ISM Cologne, a una fábrica de See's Candies y a otras instalaciones de producción. También contrataron a fotógrafos especializados en alimentos para que les enseñaran técnicas para hacer que la comida resultara apetecible. Los efectos especiales, incluidos los de «humo o polvo», tienen un aspecto distinto en cada uno de los segmentos.

## Banda sonora
Henry Jackman se encargó de componer la partitura. En la película se interpretan tres canciones originales de Owl City, AKB48 y Buckner & Garcia. La banda sonora también incluye las melodías «Celebration», «Bug Hunt» —remezcla de Noisia— y «Shut Up and Drive». Al principio del proceso de desarrollo, Robert Lopez y Kristen Anderson-Lopez compusieron una música original que luego se eliminó.

### Lista de canciones
Toda la música compuesta por Henry Jackman. 
| N.º   | Título                                  | Artista         | Duración |  |
| 1.    | «When Can I See You Again?»             | Owl City        | 3:38     |  |
| 2.    | «Wreck-It Ralph»                        | Buckner&García  | 2:59     |  |
| 3.    | «Celebration»                           | Kool & the Gang | 3:40     |  |
| 4.    | «Sugar Rush»                            | AKB48           | 3:16     |  |
| 5.    | «Bug Hunt»                              | Skrillex        | 7:04     |  |
| 6.    | «Shut Up and Drive»                     | Rihanna         | 3:32     |  |
| 7.    | «Wreck-It Ralph»                        |                 | 1:33     |  |
| 8.    | «Life in the Arcade»                    |                 | 0:43     |  |
| 9.    | «Jumping Ship»                          |                 | 1:06     |  |
| 10.   | «Rocket Fiasco»                         |                 | 5:48     |  |
| 11.   | «Vanellope von Schweetz»                |                 | 2:57     |  |
| 12.   | «Royal Raceway»                         |                 | 3:23     |  |
| 13.   | «Cupcake Breakout»                      |                 | 1:12     |  |
| 14.   | «Candy Vandals»                         |                 | 1:39     |  |
| 15.   | «Turbo Flashback»                       |                 | 1:42     |  |
| 16.   | «Laffy Taffies»                         |                 | 1:35     |  |
| 17.   | «One Minute to Win It»                  |                 | 1:17     |  |
| 18.   | «Vanellope's Hideout»                   |                 | 2:33     |  |
| 19.   | «Messing with the Program»              |                 | 1:20     |  |
| 20.   | «King Candy»                            |                 | 2:11     |  |
| 21.   | «Broken-Karted»                         |                 | 2:49     |  |
| 22.   | «Out of the Penthouse, Off to the Race» |                 | 2:51     |  |
| 23.   | «Sugar Rush Showdown»                   |                 | 4:15     |  |
| 24.   | «Rock DJ»                               | Robbie Williams | 4:18     |  |
| 25.   | «You're My Hero»                        |                 | 4:16     |  |
| 26.   | «Arcade Finale»                         |                 | 3:19     |  |
| 70:36 |                                         |                 |          |  |

## Mercadotecnia

Disney promocionó la película en la convención E3 de 2012 al utilizar una máquina recreativa simulada.

El 6 de junio de 2012 se publicó un teaser tráiler de Wreck-It Ralph, que debutó junto a Madagascar 3: Europe's Most Wanted y La era del rock. Esto también coincidió con la Electronic Entertainment Expo 2012, para la que Disney construyó una falsa máquina recreativa envejecida para el juego ficticio Fix-It Felix Jr. expuesto en la sala de exposiciones. Asimismo lanzó una versión basada en Flash para navegador del título, así como adaptaciones para iOS, Android y Windows Phone, con ediciones en línea basadas en Unity de Sugar Rush y Hero's Duty. Un segundo tráiler se estrenó el 12 de septiembre de 2012, coincidiendo y unido a Buscando a Nemo 3D y Frankenweenie, junto con su póster de cine actualizado definitivo.
Para promocionar el lanzamiento doméstico de Wreck-It Ralph, el director Rich Moore produjo un cortometraje titulado «Garlan Hulse: Where Potential Lives». Ambientado en el universo de la cinta, el falso documental se concibió como una parodia de The King of Kong.

## Estreno

### En cines
Wreck-It Ralph debutó en El Capitan Theatre de Los Ángeles el 29 de octubre de 2012. En un principio, el estreno de la película estaba previsto para el 22 de marzo de 2013, pero posteriormente se cambió al 2 de noviembre de 2012, debido a que se adelantó a la fecha prevista. El lanzamiento en cines estuvo acompañado del cortometraje de animación de Disney, Paperman.

### Formato doméstico
Wreck-It Ralph salió a la venta en Blu-ray —2D y 3D— y DVD en Norteamérica el 5 de marzo de 2013, de la mano de Walt Disney Studios Home Entertainment. Estuvo disponible para descarga digital en determinadas regiones el 12 de febrero de 2013. Debutó en el número uno de ventas en ambos formatos en los Estados Unidos. Con 2 923 270 unidades adquiridas —55 095 767 dólares—, ha sido el cuarto DVD más comprado de 2013 en ese país.

## Recepción

### Taquilla
Wreck It Ralph recaudó 189,4 millones de dólares en Norteamérica y 281,8 en otros países, con un total mundial de 496,5 millones. En Norteamérica, debutó con 13,5 millones de dólares, un ingreso superior a la media para una película de animación estrenada en noviembre. Durante su fin de semana de lanzamiento, encabezó la taquilla con 49 millones, lo que la convirtió en la mayor apertura para una cinta de Walt Disney Animation Studios en aquel momento. Cayó un 33 % hasta los 33 millones de dólares en su segundo fin de semana, y quedó por detrás de la recién llegada Skyfall.

### Respuesta de la crítica
El sitio web de recopilación de críticas Rotten Tomatoes informa que el 87 % han valorado positivamente la película, basándose en 194 reseñas con una puntuación promedio de 7,4/10. El consenso es el siguiente: «Igualmente entretenida tanto para niños como para padres lo suficientemente mayores como para captar las referencias, Wreck-It Ralph es una aventura inteligente y colorida construida sobre temas familiares y alegre nostalgia». En Metacritic tiene una calificación media ponderada de 72 sobre 100, basada en 38 analistas, lo que indica «opiniones generalmente favorables». El público encuestado por CinemaScore le otorgó una nota de «A» en una escala de A+ a F.
Roger Ebert del Chicago Sun-Times le dio tres de cuatro estrellas y escribió: «Más que en la mayoría de las películas de animación, el diseño artístico y la paleta de colores de Wreck-It Ralph permiten decorados, vestuarios y reglas ilimitados, lo que confiere una originalidad incansable y un comportamiento diferente en cada mundo cibernético distinto». A. O. Scott de The New York Times comentó: «La cinta invita a cierta dosis de cinismo, que procede a destruir con una explosión de 93 minutos de color, ruido, ingenio y diversión». Peter Debruge de Variety declaró: «Walt Disney Animation Studios tiene entre manos un gran éxito que atrae a niños y niñas, mayores y pequeños, con esta caricatura brillantemente concebida y magníficamente ejecutada, que gana puntos extra por respaldar la nostalgia con una emoción genuina». Betsy Sharkey de Los Angeles Times dijo: «La sensibilidad subversiva del filme y su aire de vieja y nueva escuela son un puntazo», mientras que Justin Lowe de The Hollywood Reporter escribió: «Con una mezcla de vistosidad retro para los adultos y un argumento emocionante y accesible para los infantes, tiende una red amplia y seductora». Por el contrario, Christopher Orr de The Atlantic la encontró «demasiado tramada y poco desarrollada».

### Premios y nominaciones
| Año  | Premio                                                 | Categoría                                                                                         | Resultado                                                                             | Destinatarios | Ref.          |
| ---- | ------------------------------------------------------ | ------------------------------------------------------------------------------------------------- | ------------------------------------------------------------------------------------- | ------------- | ------------- |
| 2013 | Premios Óscar                                          | Mejor película de animación                                                                       | Rich Moore                                                                            | Nominada      | [ 81 ]        |
| 2013 | Premios Annie                                          | Mejor película animada                                                                            | Clark Spencer                                                                         | Ganadora      | [ 82 ] [ 83 ] |
| 2013 | Premios Annie                                          | Efectos animados en una producción animada                                                        | Brett Albert                                                                          | Nominada      | [ 82 ] [ 83 ] |
| 2013 | Premios Annie                                          | Diseño de personajes en una producción de largometraje animado                                    | Bill Schwab, Lorelay Bove, Cory Loftis, Minkyu Lee                                    | Nominada      | [ 82 ] [ 83 ] |
| 2013 | Premios Annie                                          | Dirección en una producción de largometraje animado                                               | Rich Moore                                                                            | Ganadora      | [ 82 ] [ 83 ] |
| 2013 | Premios Annie                                          | Música en una producción de largometraje animado                                                  | Henry Jackman, Skrillex, Adam Young, Matthew Thiessen, Jamie Houston, Yasushi Akimoto | Ganadora      | [ 82 ] [ 83 ] |
| 2013 | Premios Annie                                          | Guion gráfico en una producción de largometraje animado                                           | Leo Matsuda                                                                           | Nominada      | [ 82 ] [ 83 ] |
| 2013 | Premios Annie                                          | Guion gráfico en una producción de largometraje animado                                           | Lissa Treiman                                                                         | Nominada      | [ 82 ] [ 83 ] |
| 2013 | Premios Annie                                          | Actuación de voz en una producción de largometraje animado                                        | Alan Tudyk                                                                            | Ganadora      | [ 82 ] [ 83 ] |
| 2013 | Premios Annie                                          | Escribir en una producción de largometraje animado                                                | Phil Johnston, Jennifer Lee                                                           | Ganadora      | [ 82 ] [ 83 ] |
| 2013 | Premios Annie                                          | Editorial en una producción de largometraje animado                                               | Tim Mertens                                                                           | Nominada      | [ 82 ] [ 83 ] |
| 2013 | Asociación de Críticos de Cine de Chicago              | Mejor película de animación                                                                       | Rich Moore                                                                            | Nominada      | [ 84 ]        |
| 2013 | Premios de la Crítica Cinematográfica                  | Mejor película animada                                                                            | Rich Moore                                                                            | Ganadora      | [ 85 ]        |
| 2013 | Premios Globo de Oro                                   | Mejor largometraje de animación                                                                   | Rich Moore                                                                            | Nominada      | [ 86 ] [ 87 ] |
| 2013 | Premios Golden Reel                                    | Mejor montaje de sonido: efectos de sonido, foley, diálogos y ADR en un largometraje de animación | Wreck It Ralph                                                                        | Ganadora      | [ 88 ]        |
| 2013 | Premios Golden Trailer                                 | Mejor animación/familiar                                                                          | «Dreams»                                                                              | Ganadora      | [ 89 ]        |
| 2013 | Premios de la Junta Nacional de Revisión               | Mejor película animada                                                                            | Wreck It Ralph                                                                        | Ganadora      | [ 90 ]        |
| 2013 | Nickelodeon Kids' Choice Awards                        | Película animada favorita                                                                         | Wreck It Ralph                                                                        | Ganadora      | [ 91 ]        |
| 2013 | Online Film Critics Society                            | Mejor película animada                                                                            | Wreck It Ralph                                                                        | Nominada      | [ 92 ]        |
| 2013 | Premios del Sindicato de Productores de Estados Unidos | Mejor película animada                                                                            | Clark Spencer                                                                         | Ganadora      | [ 93 ]        |
| 2013 | Premios Satellite                                      | Mejor película animada o de medios mixtos                                                         | Rich Moore                                                                            | Nominada      | [ 94 ]        |
| 2013 | Premios Saturn                                         | Mejor película animada                                                                            | Rich Moore                                                                            | Nominada      | [ 95 ]        |
| 2013 | Visual Effects Society                                 | Animación excepcional en una película animada                                                     | Sean Jenkins, Scott Kersavage, Rich Moore, Clark Spencer                              | Nominada      | [ 96 ] [ 97 ] |
| 2013 | Visual Effects Society                                 | Mejor personaje animado en una película animada                                                   | John Kahwaty, Suzan Kim, Michelle Robinson, Tony Smeed (por Vanellope)                | Nominada      | [ 96 ] [ 97 ] |

## Franquicia

### Secuela
Ralph Breaks the Internet es la secuela de Wreck-It Ralph. Ralph y Vanellope viajan a Internet para conseguir una pieza de repuesto para Sugar Rush y evitar que el Sr. Litwak se deshaga del juego. La película fue producida por Walt Disney Animation Studios con Moore y Johnston como directores. Se estrenó el 21 de noviembre de 2018 por Walt Disney Pictures.

### Videojuegos
Además de la versión Flash de Fix-It Felix Jr., Disney lanzó un videojuego de plataformas de desplazamiento lateral llamado Wreck-It Ralph para Wii, Nintendo 3DS y Nintendo DS, con críticas mayoritariamente negativas. Ha sido desarrollado por Pipeworks Software y publicado por Activision y sirve como «extensión de la historia» de la película; es el primer título de Disney distribuido por Activision desde Disney's Extreme Skate Adventure. Tras los acontecimientos de la cinta, los usuarios pueden encarnar a Ralph o Félix, causando o reparando daños, respectivamente, tras otro incidente de Cy-Bug. Los niveles se basan en los escenarios, como Fix-It Felix Jr., Hero's Duty y Sugar Rush, así como la Game Central Station. Salió a la venta junto con el estreno del filme, en noviembre de 2012. En octubre, se publicaron adaptaciones totalmente controlables basadas en navegador de Hero's Duty y Sugar Rush en el nuevo sitio oficial de la película. En noviembre de 2012 debutó un juego para móviles titulado Wreck-it Ralph para sistemas iOS y Android, con una versión para Windows Phone 8 casi un año después. Inicialmente, constaba de tres minijuegos, Fix-it Felix Jr., Hero's Duty y Sweet Climber, a los que más tarde se unieron Turbo Time y Hero's Duty: Flight Command. Se retiró el 29 de agosto de 2014.
Ralph también aparece en Sonic & All-Stars Racing Transformed de Sega como personaje invitado jugable. Ralph y Vanellope también figuran en Disney Infinity —con las voces de Brian T. Delaney y Sarah Silverman, respectivamente—; Disney Store puso a la venta sus figuras individuales el 7 de enero de 2014. Un combo «toy box pack» de las dos con discos de personalización de Sugar Rush se lanzó el 1 de abril de 2014. Wreck-It Ralph es un mundo controlable en el título móvil Disney Crossy Road. Ralph hizo su primera aparición en la serie Kingdom Hearts en Kingdom Hearts III, como invocación de Link. Un mundo basado en la película se añadió al juego para móviles Kingdom Hearts Union χ como parte de una actualización en abril de 2019. La historia sigue vagamente la trama y culmina con una batalla contra Turbo.

## Lectura adicional
- Lee, Jennifer; Malone, Maggie (2012). The Art of Wreck-It Ralph. The Art of Disney (en inglés) (Primera edición). Chronicle Books. ISBN 978-1-4521-1101-8.